# Ninguém me livrará deste padre turbulento?

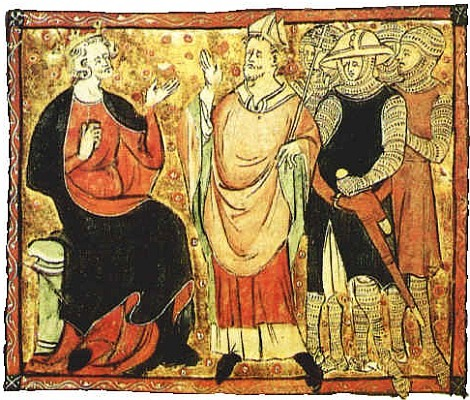
Gravura datada do século XIV do rei Henrique II da Inglaterra com o arcebispo da Cantuária Tomás Becket

"Ninguém me livrará deste padre turbulento?" (também expresso como "padre problemático" ou "padre intrometido") é uma citação atribuída a Henrique II da Inglaterra antes da morte de Tomás Becket, o arcebispo da Cantuária, em 1170. Embora a citação não tenha sido expressa como uma ordem, levou quatro cavaleiros a viajar da Normandia para a Cantuária, e matarem Becket. A frase é comumente usada em contextos modernos para expressar o desejo de um governante que possa ser interpretado como uma ordem por seus subordinados.

## Origem
De acordo com registros históricos, Henrique exasperou-se no Natal de 1170 em seu castelo em Bures, na Normandia, durante o auge da controvérsia de Becket. Ele havia acabado de ser informado de que Becket havia excomungado vários bispos que apoiavam o rei, incluindo o arcebispo de York. Edward Grim, que estava presente no assassinato de Becket e posteriormente escreveu a Vida de S. Tomás, cita Henrique dizendo:

Que vadios e traidores miseráveis eu tenho nutrido e mantido em minha casa, que permitem que seu senhor seja tratado com tão vergonhoso desprezo por um clérigo de classe baixa!
A versão popular da frase foi usada pela primeira vez em 1740 pelo autor Robert Dodsley, em sua Crônica dos Reis da Inglaterra, onde descreveu as palavras de Henrique II da seguinte forma: "Miserável homem que sou! Quem me livrará deste sacerdote turbulento?" Isto foi baseado em Romanos 7:24: "Miserável homem que sou! quem me livrará do corpo desta morte?" Uma versão semelhante da frase foi usada mais tarde na História da Vida do Rei Henrique II de George Lyttleton, de 1772, onde a citação é traduzida como "[ele disse] que era muito infeliz por ter mantido tantos homens covardes e ingratos em sua corte, nenhum dos quais o vingaria dos ferimentos que sofreu de um padre turbulento." Em As Crônicas dos Reis da Inglaterra (1821), a frase torna-se "Nenhuma dessas pessoas preguiçosas e insignificantes, que eu sustento, me livrará desse padre turbulento?", que é então abreviado para "quem me livrará desse padre turbulento?".
Nenhuma frase semelhante é dita na peça de 1932 de T. S. Eliot, Assassinato na Catedral, pois Henrique não aparece nessa peça. Na peça de 1959 de Jean Anouilh, Becket, Henry diz: "Ninguém vai-me livrar dele? Um padre! Um padre que zomba de mim e me faz mal." No filme de 1964 Becket, que foi baseado na peça de Anouilh, Henrique diz: "Ninguém vai-me livrar desse padre intrometido?"

## Consequências
Supostamente, ao ouvir as palavras do rei, quatro cavaleiros — Reginald FitzUrse, Hugh de Morville, William de Tracy e Richard le Breton — viajaram da Normandia para a Cantuária com a intenção de forçar Becket a retirar sua excomunhão, ou, então, levá-lo de volta para Normandia à força. No dia seguinte à sua chegada, eles confrontaram Becket na Catedral de Cantuária. Quando Becket resistiu às tentativas de prendê-lo, eles o golpearam com suas espadas, matando-o. Embora ninguém, mesmo na época, acreditasse que Henrique ordenou diretamente que Becket fosse morto, suas palavras iniciaram uma cadeia de eventos que provavelmente causaram tal resultado. Além disso, como a reclamação de Henrique não foi dirigida a Becket, mas à sua própria casa, os quatro provavelmente pensaram que uma omissão seria considerada traição, potencialmente punível com a morte.
Após o assassinato, Becket passou a ser venerado, e Henrique, a ser difamado. Havia exigências para que o rei fosse excomungado. O papa Alexandre III proibiu Henrique de participar da missa até que ele expiasse seu pecado. Em maio de 1172, Henrique fez penitência pública na Catedral de Avranches.
Os quatro cavaleiros posteriormente fugiram para a Escócia e de lá para o Castelo de Knaresborough em Yorkshire. Todos os quatro foram excomungados pelo Papa Alexandre III em 1171, durante a Páscoa, e ordenados a realizar peregrinações penitenciárias à Terra Santa por 14 anos.

## Uso e análise
The Turbulent Priest foi o título da biografia de Becket de Piers Compton em 1957.
De acordo com Alfred H. Knight, a frase "teve profundas consequências de longo prazo para o desenvolvimento do direito constitucional" porque as suas consequências forçaram o rei a aceitar o princípio de que os tribunais seculares não tinham jurisdição sobre o clero.
A frase é considerada um exemplo de "ordem indireta", uma vez que fornece ao mandante uma negação plausível quando um crime é cometido como resultado de suas palavras.
O New York Times comentou que, embora Henrique possa não ter realmente dito as palavras, "em tais assuntos, a autenticidade histórica pode não fazer diferença". A frase foi citada como um exemplo da história compartilhada com a qual todos os cidadãos britânicos deveriam estar familiarizados, como parte da "memória coletiva de seu país".
Em um documentário da BBC de 2009, o jornalista e locutor Peter Sissons descreveu uma entrevista em fevereiro de 1989 com o encarregado de negócios iraniano em Londres, Mohammad Mehdi Akhondzadeh Basti. A posição do governo iraniano era que a fátua contra Salman Rushdie declarada pelo líder supremo do Irã, aiatolá Khomeini, era "uma opinião". Sissons descreveu esse argumento como sendo "um pouco parecido com 'quem me livrará desse padre turbulento?'.
Em audiência perante o Comitê de Inteligência do Senado dos Estados Unidos em 2017, o ex-diretor do FBI James Comey testemunhou que o presidente dos EUA, Donald Trump, lhe disse que "esperava" que Comey pudesse "deixar de lado" qualquer investigação sobre Michael Flynn; quando perguntado se ele entendia o "eu espero", vindo do presidente, como uma diretriz, Comey respondeu: "Sim. Soa em meus ouvidos como uma espécie de 'Ninguém vai-me livrar desse padre intrometido?'".